# Sebedražie
Sebedražie (em húngaro: Szebed) é um município da Eslováquia, situado no distrito de Prievidza, na região de Trenčín. Tem 8,44 km² de área e sua população em 2018 foi estimada em 1.725 habitantes.

## Demografia
| Ano:        | 1994 | 2004   | 2014   | 2024   |
| ----------- | ---- | ------ | ------ | ------ |
| Broj ljudi: | 1666 | 1726   | 1771   | 1666   |
| Razlika:    |      | +3,60% | +2,60% | -5,92% |

| Ano:               | 2023 | 2024   |
| ------------------ | ---- | ------ |
| Número de pessoas: | 1688 | 1666   |
| Diferença:         |      | -1,30% |